# Sulmów (wzgórze)

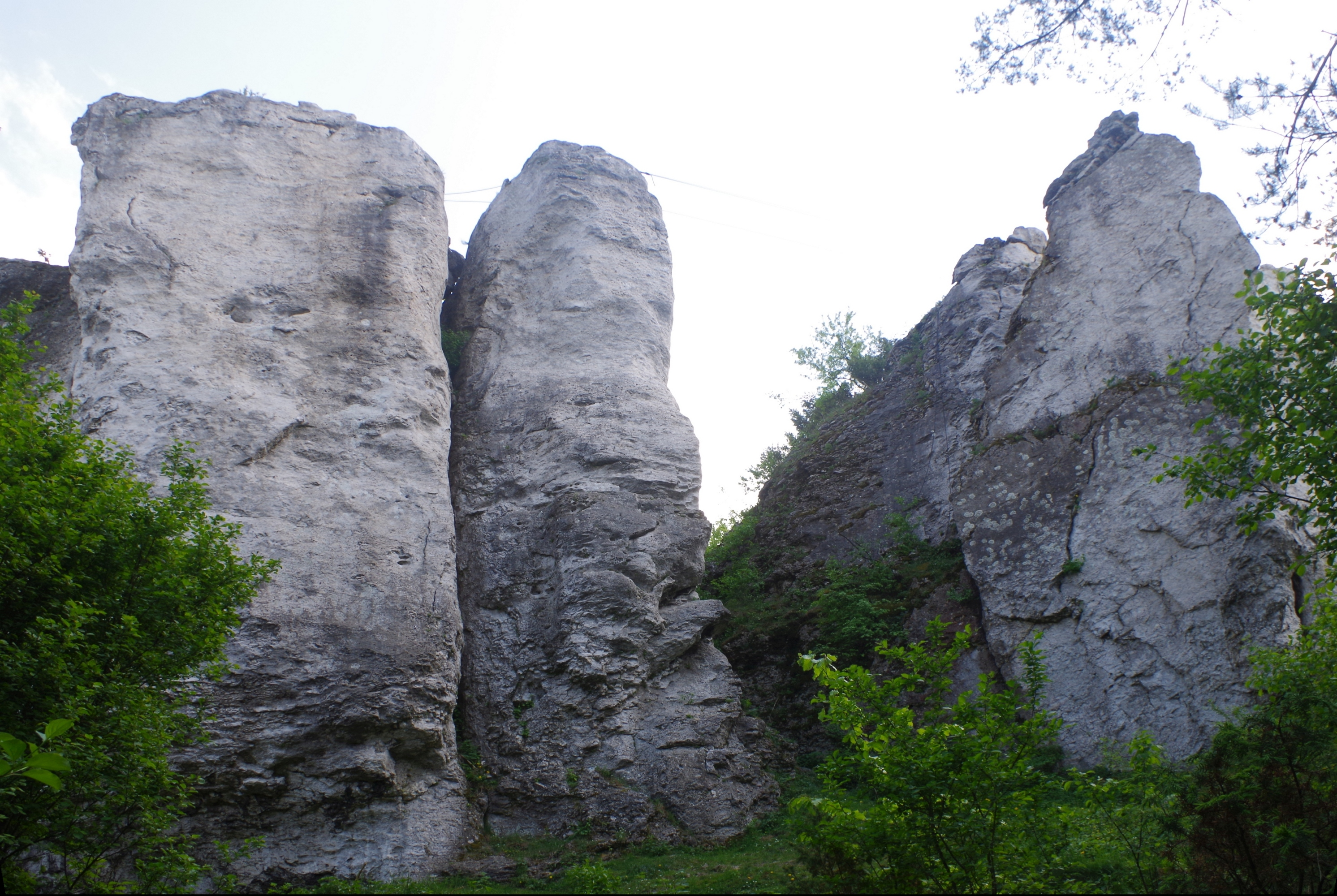
Fragment skał Biblioteki na wzgórzu Sulmów

Sulmów – wzgórze w miejscowości Podlesice w województwie śląskim, w powiecie zawierciańskim, w gminie Kroczyce na obszarze Wyżyny Częstochowskiej. Znajduje się po południowej stronie drogi z Podlesic do Kotowic.
Wzgórze porasta las sosnowy, ale są na nim dwie polany oraz dwie grupy skał; Dudnik i Biblioteka i dwie pojedyncze skały: Wilczy Kamień i Apteka. Na wzgórzu znajdują się także jaskinie. Są to: Jaskinia Pastuchów, Jaskinia Sulmowa, Jaskinia Żabia, Schroniska pod Filarem Apteki, Schronisko Kazamar w Bibliotece, Szczelina w Aptece, Jaskinia między Studniami, Jaskinia Zawał, Komin Prawej Nogi Baby, Mała Studnia Szpatowców, Pochylnia Lewej Nogi Baby, Studnia Szpatowców.
W jaskiniach na wzgórzu Sulmów do lat 50. XX wieku eksploatowano kalcyt. Niektóre wydobyte podczas tej eksploracji osady były później przedmiotem wieloletnich badań, w wyniku których opisano wczesnoplejstoceńską faunę tych terenów.
Przez wzgórze, przez polany i pomiędzy skałami Dudnik i Biblioteki prowadzi leśną drogą szlak rowerowy.